# Vanessa Chinitor
Vanessa Chinitor (Dendermonde, 13 de octubre de 1976) es una cantante belga, conocida por su participación en el Festival de la Canción de Eurovisión 1999.

## Inicios
En 1996, Chinitor fue finalista en el programa de talentos  Ontdek de Ster (Descubre la estrella) de la cadena vtm. En 1998, lanzó su primer sencillo, "In al mijn dromen".

## Festival de Eurovisión
En 1999, la canción de Chinitor "Like the Wind" fue elegida como representante en el Festival de la Canción de Eurovisión 1999 que tuvo lugar el 29 de mayo en Jerusalén.  Chinitor no tuvo suerte al tener que cantar en segundo lugar, lugar conocido por los fanes de Eurovisión como el 'caso perdido', ya que ninguna canción cantada en esa posición nunca ha ganado el festival. "Like the Wind" es una canción con características de la música New Age, que no pudo mejorar la clasificación de Bélgica en 1998, pero consiguió un respetable 12.ª plaza de 23 países, recibiendo 38 puntos, y empatando con la canción del Reino Unido "Say It Again".
En 2006, Chinitor participó por segunda vez en la preselección belga, pero su canción "Beyond You" no fue seleccionada.

## Carrera posterior
Chinitor lanzó su primer álbum, titulado Like the Wind, en 1999. Grabado enteramente en inglés, incluía el tema "When the Siren Calls", que tuvo un éxito moderado. Chinitor volvió a grabar en neerlandés el sencillo "Verlangen", que alcanzó el top 10 de las listas flamencas. También grabó una versión de la canción "Ik neem vandaag de trein", originalmente grabado por Ann Christy.
En 2001 lanzó Costa Romantica, un álbum de dúos con Bart Kaëll, del que se extrajeron tres singles.
Chinitor ha trabajado en numerosos espectáculos de televisión y teatro, a menudo en colaboración con el músico Dirk Bauters.

## Discografía
Singles
- 1998 "In al mijn dromen"
- 1999 "Verdoofd en verblind"
- 1999 "Like the Wind"
- 1999 "When the Siren Calls"
- 1999 "Verlangen"
- 2000 "Deze dans"
- 2000 "Ik neem vandaag de trein"
- 2001 "Comme j'ai toujours" (dúo con Bart Kaëll)
- 2001 "I’ve got you babe" (dúo con Bart Kaëll)
- 2001 "Weer naar zee" (dúo con Bart Kaëll)
- 2002 "Heimwee"
- 2004 "Je hart"

Álbumes
- 1999 Like the Wind
- 2001 Costa Romantica (con Bart Kaëll)